# Fujisawa Tooru
Fujisawa Tooru (藤沢 とおる (Đằng Trạch Thông)/ ふじさわ とおる Fujisawa Tōru, sinh ngày 12 tháng 1 năm 1967) là một tác giả manga người Nhật. Tác phẩm đăng thường kỳ đầu tiên của ông là Adesugata Junjo Boy, xuất bản từ năm 1989 trên Weekly Shonen Magazine. Tác phẩm nổi tiếng nhất của Fujisawa là Great Teacher Onizuka (GTO) xoay quanh tay đua Onizuka Eikichi, và những nỗ lực của anh để trở thành một giáo viên tốt. Manga này là phần tiếp theo của Shōnan Jun'ai Gumi! và truyện bên lề của nó mang tựa Bad Company. Năm 1998, Fujisawa đoạt Giải Manga Kodansha với Great Teacher Onizuka.

## Tiểu sử
Sinh ra và lớn lên ở tỉnh Hokkaidō, Fujisawa bắt đầu vẽ tranh từ khi còn là một đứa trẻ. Ban đầu ông muốn làm việc trong ngành hoạt hình, nhưng về sau quyết định theo đuổi sự nghiệp sáng tác truyện tranh vì công việc này cho ông nhiều sự tự do hơn. Năm 17 tuổi, Fujisawa tự chuyển đến sống ở thủ đô Tokyo để trở thành một tác giả manga. Ông sáng tác những doujinshi thể loại khoa học viễn tưởng rồi nộp chúng lên các nhà xuất bản. Ông hâm mộ tác phẩm Initial D và được truyền cảm hứng từ Akira.
Vợ của Fujisawa là nữ diễn viên Sugiyama Ayano (về sau cô đổi nghệ danh thành "Fujisawa Ayano" theo họ chồng). Họ sinh người con thứ hai vào tháng 4 năm 2015.

## Tác phẩm
- Love You (1989, Magazine Fresh!, Kodansha)
- Adesugata Junjo Boy (艶姿純情Boy, 1989, Weekly Shonen Magazine, Kodansha)
- Shonan Junai Gumi (湘南純愛組!, 1990–1996, Weekly Shonen Magazine, Kodansha)
- Bad Company (1996, Weekly Shonen Magazine, Kodansha)
- Great Teacher Onizuka (1997–2002, Weekly Shonen Magazine, Kodansha)
- Rose Hip Rose (2002–2003, Young Magazine Uppers, Kodansha)
- TOKKO (特公, 2003, Monthly Afternoon, Kodansha)
- Wild Base Ballers (2003, Weekly Shonen Magazine, Kodansha. Minh họa bởi Sekiguchi Taroh)
- Himitsu Sentai Momoider (ひみつ戦隊モモイダー, 2003/2006-2007, Weekly Young Jump, Young Jump Extra Edition Mankaku, Shueisha)
- Rose Hip Zero (2005–2006, Weekly Shonen Magazine, Kodansha)
- Magnum Rose Hip (2006, Weekly Shonen Magazine, Kodansha)
- Kamen Teacher (仮面ティーチャー, 2006–2007, Weekly Young Jump, Shueisha)
- Reverend D (2006-2007/2008/2009, Monthly Comic REX, Ichijinsha)
- Animal Joe (アニマルJOE, 2006/2008, Big Comic Spirits, Shogakukan)
- Unhappy! (あんハピっ!, 2008, Comic Charge, Kadokawa)
- Tooi Hoshi kara Kita ALICE (遠い星から来たALICE, 2008, Big Comic Spirits, Shogakukan)
- GTO Shonan 14 Days (2009-2011, Weekly Shonen Magazine, Kodansha)
- Repoman Soul! (レポマン魂！, 2010, Weekly Young Jump, Shueisha)
- Ino-Head Gargoyle (井の頭ガーゴイル, 2012, Weekly Young Magazine, Kodansha)
- GT-R - Great Transporter Ryuji (2012, Weekly Shonen Magazine, Kodansha)
- Kamen Teacher BLACK (2013-nay, Weekly Young Jump, Shueisha)
- GTO: Paradise Lost (2014-nay, Weekly Young Magazine, Kodansha)